# 安納達 (密蘇里州)
安納達（英語：Annada）是位於美國密蘇里州派克縣的村。

## 人口
根據2020年美國人口普查的數據，安納達的面積為0.16平方千米，皆為陸地。當地共有人口14人，而人口密度為每平方千米88人。